# First Gold
First Gold is een hopvariëteit, gebruikt voor het brouwen van bier.
Deze hopvariëteit is een “dubbeldoelhop”, bij het bierbrouwen gebruikt zowel voor zijn aromatische als zijn bittereigenschappen. Deze Engelse dwerghopvariëteit werd gekweekt in het Wye College te Kent in 1995 en is een kruisbestuiving tussen Whitbreads Golding Variety en een mannelijke dwerghop.

## Kenmerken
- Alfazuur: 7 – 11%
- Bètazuur: 3 – 4,1%
- Eigenschappen: fruitig, licht kruidig, toetsen van sinaas/citrus